# 玄部
玄部（げんぶ）は、漢字を部首により分類したグループの一つ。
康熙字典214部首では95番目に置かれる（5画の最初、午集の最初）。

## 概要
「玄」の字は黒色を表す。天空の色とされ、大地の黄色とともに「天地玄黄」（『千字文』の冒頭の文）と併称される。
「黒」との違いは『説文解字』に「黒くて赤があるものを『玄』という」とある。
また天から引伸して奥深い玄妙という意味が生じた。
偏旁としてはもっぱら声符として使われる。
このため玄を構成要素に持つ漢字は多く偏や冠に従って他の部に収録され、玄部は他の部に分類できなかったもの、あるいは玄の形を筆画としてもつ漢字を収めている。
なお、玄部はUnicodeでは最も収録されている漢字が少ない部首である。
現代の中国大陸の簡体字の部首分類法では、この部首は削除されていることが多い。

## 字体のデザイン差
「亠」同様、印刷書体（明朝体）における「玄」字の1画目には地域による差異がある。『康熙字典』はこれを短い縦棒とし、日本・韓国はこれに従う。一方、中国の新字形・台湾の国字標準字体・香港の常用字字形表ではこれを点画としている（「玄」と表記）。
なお「康熙字典」では、さらに「玄」の字について末筆の点を省略した字形で示している。これは「玄」が康熙字典の編纂を命じた康熙帝の諱が「玄燁」であったため、これを避諱して欠画しているためである。この点のない字形は「玄」のみならず、「玄」を部分として含む「弦」「絃」「率」などの字にも及んでいる。近代日本の活字は清のものの複製から始まったため、日本の出版物でもこれらの字が欠画したままになっていることが多い（例: 瀬戸口藤吉『管絃楽器の取扱法』大阪開成館、1925年。（国会図書館デジタルコレクション）題名の「絃」を欠画している。本文中では欠画せず）。
「玄」の字は宋の聖祖（宋王室の伝説上の祖先）の諱「玄朗」にも含まれており、宋代の文献では「玄」を「元」などに改めていることが多い。

## 部首の通称
- 日本：げん
- 韓国：검을현부（geomeul hyeon bu、くろい玄部）
- 英米：Radical profound

## 部首字
玄
- 中古音
  - 広韻 - 胡涓切、先韻、平声
  - 詩韻 - 先韻、平声
  - 三十六字母 - 匣母
- 現代音
  - 普通話 - ピンイン：xuán 注音：ㄒㄩㄢˊ ウェード式：hsüan2
  - 広東語 - Jyutping:jyun4 イェール式: yun4
- 日本語 - 音：ケン（クヱン）（漢音）・ゲン（グヱン）（呉音） 訓：くろい
- 朝鮮語 - 音：현(hyeon) 訓：검을（geomeul、くろい）

## 例字
- 玄
- 6:率